# Мацей Козловський (дипломат)
Мацей Козловський (пол. Maciej Kozłowski) (народився 12 січня 1943 року, Любожица, Генерал-Губернаторство) — польський історик, журналіст, дисидент і дипломат. Посол Польщі у Тель-Авіві і повірений у справах у Вашингтоні. Підозрювався у співпраці з комуністичними органами держбезпеки.

## Біографія
Мацей Козловський родич колишнього прем'єр-міністра Польщі Леона Козловського.
У 1966 році він закінчив навчання на філософсько-історичному факультеті Ягеллонського університету за спеціальністю «середземноморна археологія». У 1966—1968 роках Мацей Козловський навчався на послядипломних курсах журналістики у Варшавському університеті.
У 1968 році переїхав до Норвегії. Працював на вугільній шахті на Шпіцбергені. Почав співпрацювати з виданням «Kultura» Єжи Гедройца, яке потім продовжив у Парижі. Працюючи кореспондентом «Культури», він декілька разів був у відрядженнях в Чехословаччині. Брав участь у доставці нелегальної літератури емігрантських видавництв до Польщі через Татри. 27 травня 1969 року Мацей Козловський був заарештований чехословацькою держбезпекою і переданий польським властям. Проходив у «справі провідників». 24 лютого 1970 року був засуджений до 4,5 років ув'язнення. Звільнений після амністії у вересні 1971 року.
У 1970-их роках Мацей Козловський заробляв на життя перекладами з англійської мови, співпрацював з низкою журналів. В 1975—1980 роках він член редакції тижневика «Wieści». Проводив заняття на факультеті англійської філології Ягеллонського університету. У 1980—1981 роках працював на посаді головного редактора «Краківських ведомостей», напівофіційного органу малопольського відділення «Солідарності». З вересня 1982 року почав працювати в «Tygodnik Powszechny».
У 1980-х роках давав лекції з новітньої історії Польщі, історії Польщі нового часу та історії Центральної Європи в Ягеллонському та Люблінському католицькому університетах, а також у закордонних навчальних закладах. Був членом ради Фонду незалежних видавництв. У 1986—1988 роках завдяки стипендіальній програмі Фулбрайта перебував у Сполучених Штатах Америки. У 1988 році Мацей Козловський захистив докторську дисертацію на факультеті історії Ягеллонського університету. В 1989 році був членом Громадського комітету при Леху Валенсі. У лютому 1989 року він був у числі засновників тижневика «Czas Solidarności».
У 1990 році перейшов на дипломатичну роботу. Призначений на посаду повноважного міністра-радника посольства Польщі в окрузі Колумбія. У 1993—1994 роках повірений в справах Польської Республіки в Сполучених Штатах Америки. Потім працював у штаб-квартирі міністерства закордонних справ. Був директором департаменту Африки і Близького Сходу МЗС Польщі. З 1998 року державний підсекретар (заступник міністра). У 1999—2003 роках посол Польщі в Ізраїлі. З 2003 року заступник директора департаменту Африки і Близького Сходу МЗС Польщі.
Був членом Європейсько-Атлантичного товариства, займався роботою над розширенням НАТО. Входив до складу Фонду по діалогу між народами.

## Звинувачення у співпраці з комуністичної держбезпекою
За даними Інституту національної пам'яті, роках Мацей Козловський був спочатку кандидатом, а потім секретним співробітником Служби Безпеки в Кракове під псевдонімом «Вітольд».
6 грудня 2012 року окружний суд у Варшаві засудив Козловського за порушення правил люстрації, визнав його винним у співпраці з комуністичним режимом, і засудив до 3 років заборони на виконання суспільних функцій.
11 червня 2013 року апеляційний суд Варшави затвердив рішення окружного суду.
13 лютого 2014 року Вищий суд з касаційного нагляду виправдав Козловського від звинувачення в порушенні правил люстрації.
Сумарно, починаючи від подачі звинувачення у співпраці з комуністичними властями прокурором Богуславом Ниженьським в 1998 році, справа Мацея Козловського тривало 16 років.

## Публікації
- 1983 — Duchy polskie
- 1985 — Krajobrazy przed bitwą (Премія Союзу польських журналістів)
- 1988 — Almanach piękności
- 1990 — Między Sanem a Zbruczem (Премія тижневика Polityka)
- 2003 — Poland — The Story
- 2005 — Sprawa premiera Leona Kozłowskiego. Zdrajca czy ofiara
- 2006 — Trudne pytania w dialogu polsko-żydowskim